# Котеш Райымбекулы
Котеш Райымбекулы (1745, ныне Баянаульский район Павлодарской области. — 1818, там же) — казахский акын. Происходит из подрода кулик рода суйиндык племени аргын.
Известность Котеш пришла в 17 лет, после сочинённой им песни в защиту рода мейрам, выступившего против хана Абылая. Куплеты его песен распространялись в народе в форме острословии, назиданий, загадок. Песни и айтысы Котеш отличаются высокой художественностью, глубокой идеей и содержательностью. В произведениях «Абылай, ты убил Батакана», «К старости баба твоя становится врагом», «Старость, нравится ли горячая, мягкая пища?», «Девушка и Котеш», «Айтыс Котеша с девушкой Кипине», «Айтыс Котеша с Загиной» написаны с сарказмом, насмешкой, выраженной в иносказательной форме. Исследователи и собиратели песен поэта: М-Ж. Копеев, Б. Жакынбаев, Г. Мукатов. Песни и айтысы Котеш публиковались в сборниках «Ертедегі әдебиет нұсқалары» (1961), «Алдаспан» (1971), «Қазақ қолжазбаларының ғылыми сипаттамасы» (1985).